# Leda (rzeka)
Leda – rzeka w północno-zachodnich Niemczech, w Dolnej Saksonii.
Stanowi prawy dopływ Ems, do której uchodzi w pobliżu miasta Leer. Całkowita długość Ledy wynosi 75 km, z czego 29 km dolnych jest żeglowne, a 1,9 km również dla jednostek morskich.
Źródło Ledy znajduje się w pobliżu miejscowości Spahnharrenstätte. Górny bieg rzeki, znany pod nazwą Ohe łączy się z rzeką Marka w pobliżu miejscowości Sedelsberg i dalszym biegu nosi nazwę Sagter Ems. Na terenie Fryzji Wschodniej przebiera nazwę Leda.